# Orquestra de la Comunitat Valenciana
L'Orquestra de la Comunitat Valenciana (nom en valencien, Orquesta de la Comunidad Valenciana en espagnol, Orchestre de la Communauté Valencienne) est un orchestre symphonique espagnol dont le siège est dans la ville de Valence, au Palais des Arts Reina Sofía. L'orchestre a été créé en 2006. Son directeur musical actuel est James Gaffigan, et l'Orchestre appartient à l'Asociación Española de Orquestas Sinfónicas (es) (AEOS). Cet orchestre ne doit pas être confondu avec l'Orchestre de Valence, créé en 1943.

## Directeurs musicaux
- Lorin Maazel (2006–2011)
- Omer Meir Wellber (2011-2015)
- Roberto Abbado (2015-2019)
- James Gaffigan (2021-2025)[1]